# New Hope (Mississippi)
New Hope is een plaats (census-designated place) in de Amerikaanse staat Mississippi, en valt bestuurlijk gezien onder Lowndes County.

## Demografie
Bij de volkstelling in 2000 werd het aantal inwoners vastgesteld op 1964.

## Geografie
Volgens het United States Census Bureau beslaat de plaats een oppervlakte van
6,2 km², geheel bestaande uit land. New Hope ligt op ongeveer 65 m boven zeeniveau.

## Plaatsen in de nabije omgeving
De onderstaande figuur toont nabijgelegen plaatsen in een straal van 28 km rond New Hope.